# اردوگاه عسکرآباد ورامین
اردوگاه عسکر آباد ورامین ویژه نگهداری مهاجران افغان در ایران در نزدیکی عسگرآباد عباسی، شهرستان پیشوا است. این اردوگاه در سال ۱۳۸۳ در اطراف تهران در ورامین بنا شد و مهاجران افغانی که غیرقانونی از افغانستان به ایران آمده‌اند یا کسانی که کارت دارند ولی همراه‌شان نباشند به آن اردوگاه برده و مورد بررسی قرار می‌گیرند.
مهاجران غیرمجاز که در استان تهران دستگیر می‌شوند به این اردوگاه برده شده و پس از انتقال به مرز دوغارون، از ایران به افعانستان بازگردانده می‌شوند.
برخوردهای نامناسب با افراد بازداشت شده در این اردوگاه خبرساز شد.
در سال ۱۳۸۸ نیروی انتظامی ۳٬۹۳۸ تبعه غیر مجاز افغانی را در شهرستان کرج دستگیر کرده و برای اخراج از کشور به این اردوگاه تحویل داد..باید عرض کنم که با اتباع برخورد غیر انسانی دارد و جای که اتباع را نگهداری میکند کاملا غیر بهداشتی و کثیف هست